# Tatjana Ždanoka
Tatjana Ždanoka, o Tat'jana Ždanok (in russo Татья́на Арка́дьевна Ждано́к?, Tat'jana Arkad'evna Ždanok; nata Tat'jana Chesin (in russo Хесин?) (Riga, 8 maggio 1950), è una politica e matematica lettone (sovietica fino al 1991) , membro del Parlamento europeo (inizialmente dal luglio 2004 al marzo 2018 e in seguito dal luglio 2019) per la Lettonia. Nel 2024 è stata accusata di essere un'agente dell'intelligence russa. È co-presidente dell'Unione russa lettone e dei suoi partiti predecessori ("Pari diritti" e "Per i diritti umani in una Lettonia unita") dal 1993.
Dal 1988 al 1989 è stata uno dei leader di Interfront, un'organizzazione di facciata politica che si opponeva all'indipendenza della Lettonia dall'Unione Sovietica e alle rapide riforme del mercato. Rimase attiva nel Partito Comunista Lettone dopo il gennaio 1991, quando la direzione del partito invocò un colpo di stato contro il governo della SSR lettone (in opposizione al ripristino dell'indipendenza). Nel 1997, Ždanoka è stata eletta nel consiglio comunale di Riga, ma è stata privata del mandato nel Consiglio nel 1999 e le è stata vietata qualsiasi ulteriore candidatura per l'elezione al Parlamento lettone o ai consigli locali secondo la legge lettone a causa della sua precedente fedeltà al Partito Comunista dopo il gennaio 1991. Insieme ad Alfrēds Rubiks si trova nella peculiare posizione di essere limitata alle sole elezioni del Parlamento europeo.

## Biografia
Tat'jana Chesin è nata nel 1950 a Riga nella famiglia dell'ufficiale della marina sovietica Arkadij Chesin e dell'insegnante di matematica Tamara Ivanovna, ed è di origine mista ebraico-lettone-russa. Gran parte della famiglia paterna di Ždanoka fu uccisa dalla polizia ausiliaria lettone nel 1941 durante l'Olocausto.
Nel 1972, Ždanoka si è laureata in matematica presso l'Università statale lettone e ha iniziato a insegnare matematica all'università fino al 1990. Nel 1980, ha conseguito la laurea in Scienze in fisica e matematica e nel 1992 il titolo di Dottore in scienze in matematica, entrambi dell'Università statale lettone.
Dopo il ripristino dell'indipendenza della Lettonia, Ždanoka fece domanda per la cittadinanza lettone attraverso la naturalizzazione, ma le fu negata poiché sua nonna paterna si era trasferita a San Pietroburgo prima della prima guerra mondiale e non era tornata in Lettonia prima del 1940. Nel 1996, dopo una lunga battaglia legale, Ždanoka ha finalmente acquisito la cittadinanza lettone, imputando le sue difficoltà al presunto antisemitismo.

## Carriera politica

### Politica lettone (1988-2004)
Ždanoka divenne politicamente attiva alla fine degli anni '80 durante la perestrojka, prima come membro del Fronte popolare, poi come uno dei leader dell'Interfront, un'organizzazione politica che si opponeva all'indipendenza della Lettonia dall'Unione Sovietica. Nel 1989 fu eletta al Consiglio comunale di Riga e nel 1990 al Soviet Supremo della SSR lettone. Dal 1971 al 1991 Ždanoka è stata anche membro del Partito Comunista della Lettonia,  ma sostiene di "non aver fatto parte della gerarchia del partito".
Dal 1995 al 2004 Ždanoka è stata co-presidente del Comitato lettone per i diritti umani (membro della FIDH).  È stata anche una delle leader dell'Equal Rights sin dalla sua fondazione nel 1993 e dell'alleanza For Human Rights in Lettonia Unita.
Nel 1999, a Ždanoka è stato vietato di candidarsi al parlamento lettone Saeima e privata del suo seggio nel consiglio comunale di Riga, perché aveva partecipato a due seggi del comitato di controllo del partito comunista dopo che la leadership del partito aveva invocato un colpo di stato contro il governo eletto del paese SSR lettone nel gennaio 1991. Successivamente, ha citato in giudizio la Lettonia presso la Corte europea dei diritti dell'uomo.  Ždanoka sostenne che il Partito Comunista era ancora legale fino al settembre 1991 e lei vi era rimasta perché credeva che il Partito Comunista sarebbe stato parte di un sistema democratico e multipartitico e "considerava disonesto lasciare il proprio partito a causa dei tempi difficili"."

### Membro del Parlamento europeo (2004–2018)
Con la sua vicenda in corso in tribunale, il parlamento lettone ha deciso di non imporre restrizioni agli ex membri del Partito Comunista nelle elezioni del Parlamento europeo del 2004. Ždanoka è stata eletta al Parlamento europeo nel giugno 2004 e ha vinto la causa pochi giorni dopo con un margine di 5-2. La Lettonia ha presentato ricorso contro la decisione presso la Grande Camera della Corte europea dei diritti dell'uomo sulla base del fatto che l'uscita della Lettonia dal regime totalitario causato dall'occupazione della Lettonia non era stata sufficientemente presa in considerazione, e il 16 marzo 2006 la corte ha stabilito 13-4 che i diritti di Ždanoka non erano stati violati.

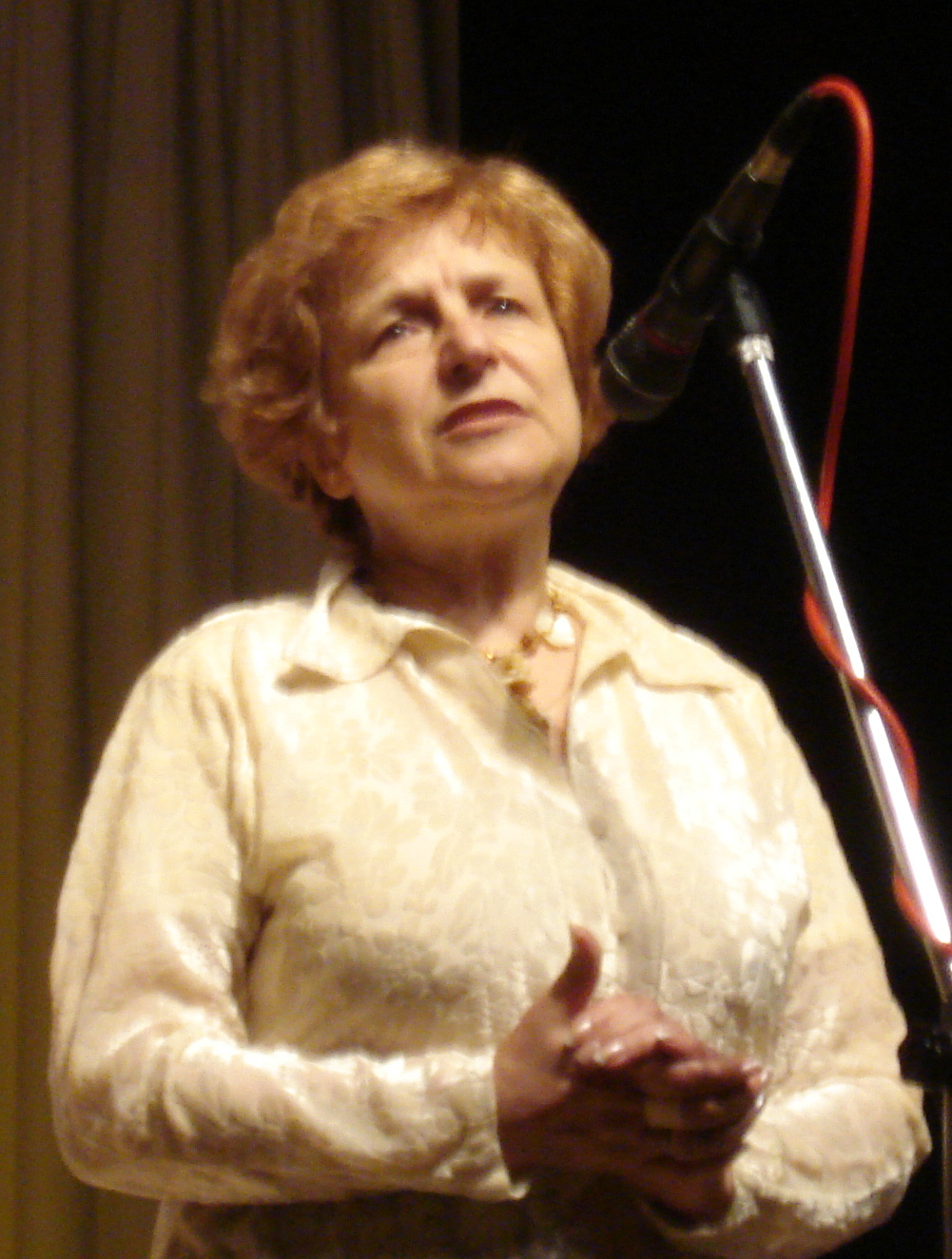
Tatjana Ždanoka nel 2009

Nel 2004, si è candidata con successo alla carica di eurodeputato come componente del più grande blocco politico russo in Lettonia, diventando membro della frazione Verde-Alleanza libera europea al Parlamento europeo.  Nel 2005, Ždanoka è diventata una dei fondatori dell'Alleanza dei russofoni dell'UE.  Ha vinto anche un seggio nel 2009.
L'11 marzo 2014, Ždanoka e il suo partito hanno organizzato una manifestazione presso la rappresentanza della Commissione europea a Riga a sostegno dell'annessione della Crimea da parte della Federazione Russa, alla quale hanno partecipato circa 200 persone.  A maggio, Ždanoka ha proposto al Consiglio europeo di classificare il blocco politico ucraino "Settore destro" come organizzazione terroristica. In risposta, il Congresso ucraino della Lettonia ha presentato una petizione al Ministero della Giustizia lettone affinché dichiarasse anticostituzionali le attività politiche di Ždanoka e del suo partito.
Un altro eurodeputato lettone, Kārlis Šadurskis, ha presentato al pubblico ministero lettone un'istanza per indagare su Ždanoka per aver indebolito lo Stato lettone nel suo sostegno alla Russia. Nella sua dichiarazione Šadurskis ha sottolineato la sua partecipazione agli eventi organizzati da "Essence of Time" che sostiene la restaurazione dell'URSS.  La richiesta di Šadurskis è stata respinta dalla polizia di sicurezza che non ha riscontrato alcun crimine nelle azioni di Ždanoka.
Nel 2016, Ždanoka ha votato contro la risoluzione del Parlamento europeo del 23 novembre che condannava l'uso della disinformazione e della propaganda da parte della Russia e delle organizzazioni terroristiche islamiche e chiedeva di rafforzare la task force di "comunicazione strategica" dell'UE, nonché di investire maggiormente nella sensibilizzazione, nell'istruzione, nei media online e locali, nel giornalismo investigativo e nella competenza informativa. Prima del voto ha distribuito una lettera ad altri eurodeputati, affermando che la risoluzione supera "tutte le linee rosse" e che i canali di notizie e informazione sponsorizzati dallo Stato russo non sono diversi dai media occidentali che mostrano "doppi standard", raccomandandoli a guardare Russia Today e farsi una propria opinione sul canale.

### Ritorno alla politica lettone (2018-2019)
Nel gennaio 2018 Ždanoka ha lasciato il Parlamento europeo ed è tornata alla politica lettone con l'intenzione di candidarsi alle elezioni parlamentari lettoni dell'ottobre 2018. È stata nominata la candidata n. 1 dell'Unione russa lettone per la regione di Vidzeme, ma è stata rimossa dalla lista dei candidati dalla Commissione elettorale centrale lettone per la stessa ragione che le aveva impedito di candidarsi nel 1999.  Ždanoka ha contestato la decisione e si è rivolta al tribunale distrettuale amministrativo, ma il tribunale ha confermato la decisione presa dalla commissione elettorale centrale.  Ždanoka ha presentato ricorso alla Corte europea dei diritti dell'uomo, che ha comunicato il suo ricorso al governo lettone nel 2021.

### Membro del Parlamento Europeo (dal 2019)
Nelle elezioni del Parlamento europeo del 2019 il suo partito ha ricevuto il 6,24% dei voti (e lei personalmente 18.098 voti) che le ha dato di nuovo un seggio al Parlamento europeo. Ha iniziato a ricoprire la carica di vicepresidente della commissione per le petizioni e di membro sostituto della commissione per l'occupazione e gli affari pubblici e ha indicato come sua priorità su questi temi: l'occupazione giovanile e la prepensione, l'adozione di sussidi per le giovani famiglie e la parità dei diritti sociali nell'Unione europea.
Il 2 marzo 2022 è stata una dei 13 eurodeputati che hanno votato contro la condanna dell'invasione russa dell'Ucraina. Per questo alla fine fu costretta a lasciare il gruppo dei Verdi europei-Alleanza libera europea. Il 13 maggio, Ždanoka e altre sei persone sono state arrestate nella piazza del municipio di Riga durante una protesta non autorizzata contro la demolizione del monumento ai liberatori della Lettonia sovietica e di Riga dagli invasori fascisti tedeschi.
Il 15 settembre 2022 è stata una dei 16 eurodeputati che hanno votato contro la condanna del presidente Daniel Ortega del Nicaragua per violazioni dei diritti umani, in particolare per l'arresto del vescovo Rolando Álvarez.

## Opinioni
Ždanoka si è descritta come una socialdemocratica che "combina gli aspetti positivi del socialismo e del capitalismo". Durante la perestrojka, sostenne la riforma economica all'interno dell'Unione Sovietica e definì il Fronte popolare indipendentista della Lettonia "pericolosamente nazionalista". Per molto tempo si è opposta all'adesione della Lettonia all'Unione europea, ritenendo che "la completa accettazione delle regole dell'UE porterebbe alla distruzione della nostra industria e agricoltura" e che la Lettonia dovrebbe essere un "ponte finanziario tra l'Est e l'Occidente", ma rinunciò al suo euroscetticismo dopo aver partecipato al Forum della Nuova Sinistra Europea del 2000 in Svezia. Ždanoka continua ancora ad opporsi alla NATO e sostiene che la regione baltica mantenga la sua "vicinanza storica alla Russia" come un modo per evitare la "distruzione della Russia e dell'intera regione".
Ždanoka ha detto che durante la presidenza di Boris El'cin si "vergognava di ammettere" di essere russa, ma "non era più imbarazzata per la Russia e la sua leadership" quando Vladimir Putin divenne presidente, sebbene ancora critica nei confronti del suo capitalismo di stato e della corruzione. Sostiene il riconoscimento del russo come lingua ufficiale in Lettonia e nell'Unione europea, indicando i 9 milioni di cittadini dell'UE di madrelingua russa negli Stati baltici e nell'Europa sudorientale.

## Critiche
Nel 2020, Ždanoka, insieme ai membri del suo partito Miroslav Mitrofanov e Andrejs Mamikins, è stata inclusa nel database degli "osservatori di parte" della Piattaforma europea per le elezioni democratiche per aver sostenuto le elezioni contestate in Russia e nelle aree separatiste in Ucraina.
Il 5 marzo 2019 il Servizio di sicurezza dello Stato (SSS) ha avviato un procedimento penale per incitamento all'odio etnico o alla discordia per le osservazioni di Ždanoka in una discussione da lei organizzata al Parlamento europeo, in cui ha paragonato la situazione dei russi etnici e dei russofoni in Lettonia a quella degli ebrei prima della seconda guerra mondiale. Il caso è stato chiuso dalla SSS nel 2020, per l'assenza di qualsiasi crimine nelle osservazioni di Ždanoka.
La partecipazione di Ždanoka al controverso referendum in Crimea del 2014 come "osservatrice internazionale" in un viaggio pagato dall'Unione europea e le sue osservazioni sono state criticate dal presidente del Parlamento europeo Martin Schulz come "completamente contraddittorie con la posizione del Parlamento europeo e dell’Ue”. Ždanoka ha risposto sottolineando che Schulz è un'eurodeputato "proprio come lo lei" e che solo i suoi elettori possono dirle cosa fare.  La copresidente del gruppo Verdi/Alleanza libera europea Rebecca Harms ha definito le azioni e le dichiarazioni di Ždanoka "totalmente inaccettabili" e "in completa e diretta opposizione con la posizione molto chiara che il gruppo Verdi/ALE ha assunto fin dall'inizio su questo tema", invitando l'Alleanza libera europea a espellere Ždanoka dalle sue file. Le azioni di Ždanoka sono state condannate anche dal ministro degli Affari esteri lettone Edgars Rinkēvičs: l'addetto stampa del ministero Kārlis Eihenbaums ha sottolineato che Ždanoka non rappresentava né la Lettonia né l'UE, poiché non aveva alcuna autorizzazione ufficiale da nessuno dei due.
Nel 2024, un rapporto di un sito web di giornalismo investigativo chiamato The Insider ha accusato Ždanoka di essere una spia del Servizio di sicurezza federale russo (FSB) almeno dal 2004.

## Vita privata
Nel 1975 sposò Aleksandr Ždanok, dal quale divorziò alla fine degli anni '80.